# ميخائيل سكوت (مغني)
ميخائيل سكوت (بالإنجليزية: Michael Scott)‏ هو مغني أمريكي، ولد في 23 ديسمبر 1966.

## وصلات خارجية
- ميخائيل سكوت على موقع IMDb (الإنجليزية)